# Turó de les Comes dels Horts
El Turó de les Comes dels Horts és una muntanya de 466 metres que es troba al municipi de Vilalba dels Arcs, a la comarca de la Terra Alta.
Al cim podem trobar-hi un vèrtex geodèsic (referència 247139001).